# Irving Thalberg
Irving Grant Thalberg (ur. 30 maja 1899 w Nowym Jorku, zm. 14 września 1936 w Santa Monica w Kalifornii) – amerykański producent filmowy, dyrektor wytwórni filmowych. Członek założyciel Amerykańskiej Akademii Sztuki i Wiedzy Filmowej.

## Życiorys
Urodził się na nowojorskim Brooklynie w rodzinie żydowskich emigrantów z Niemiec. Miał słabe serce i przez całe życie cierpiał na różne dolegliwości. Po ukończeniu szkoły średniej został zatrudniony przez nowojorskie biuro Universal Pictures, w którym pracował jako osobisty sekretarz Carla Laemmle, założyciela i szefa studia. W Universalu zrobił błyskotliwą karierę, już w wieku 21 lat kierował produkcją w Universal City, czyli w studiach filmowych Universalu w Kalifornii. W 1924 przeszedł do Louis B. Mayer Productions, które później przekształciło się w Metro-Goldwyn-Mayer.
Znany był ze stworzenia tzw. systemu zarządzania produkcją, dzięki któremu produkcja filmu podzielona jest na części, co umożliwia niezależną kontrolę nad filmem m.in. producentów i dyrektorów. Pierwszym sukcesem Thalberga w MGM była wyreżyserowana przez Kinga Vidora Wielka parada (1925). Do 1932, kiedy przeszedł atak serca, nadzorował każdą ważną produkcję studia MGM, m.in. kontrolował filmy na etapie przygotowawczym i badał przyjęcie filmu przez publiczność przedpremierową. Podczas choroby Thalberga Louis B. Mayer, którego raziły wpływy i sukcesy Thalberga, zastąpił go Davidem O. Selznickiem i Walterem Wangerem. Gdy Thalberg wrócił do pracy w 1933, został tylko jednym z producentów studia. Niemniej jednak Thalberg pomógł w realizacji prestiżowych przedsięwzięć MGM: Ludzie w hotelu (1932), Bunt na Bounty (1935), China Seas (1935), Noc w operze (1935) z braćmi Marx, San Francisco (1936) i Romeo i Julia (1936).
Od 1938 Amerykańska Akademia Sztuki i Wiedzy Filmowej wręcza Nagrodę im. Irvinga G. Thalberga dla „twórczych producentów filmowych, których działalność przyczynia się w istotny sposób do wzrostu poziomu produkcji filmowej”.

## Życie prywatne
W 1927 ożenił się z aktorką Normą Shearer. Mieli dwoje dzieci: Irvinga Jr. (1930 – 1988) i Katherine (1935-2006).
Zmarł na zapalenie płuc w wieku 37 lat w Santa Monica w Kalifornii. Pracował wówczas przy przygotowaniach do filmów Dzień na wyścigach (1937) i Maria Antonina (1938).